# Calceolaria discotheca
Calceolaria discotheca är en toffelblomsväxtart som beskrevs av U. Molau. Calceolaria discotheca ingår i släktet toffelblommor, och familjen toffelblomsväxter. Inga underarter finns listade i Catalogue of Life.